# عصوية ذهبية حساسة
عصوية ذهبية حساسة (الاسم العلمي: Chryseobacterium molle) هي نوع من البكتيريا، سلبية الغرام، تتبع جنس عصوية ذهبية.